# Drosophila chamundiensis
Drosophila chamundiensis är en tvåvingeart som beskrevs av Sajjan och Krishnamurthy 1972. Drosophila chamundiensis ingår i släktet Drosophila och familjen daggflugor.
Artens utbredningsområde är Indien.